# Трудољубље
Трудољубље или марљивост је карактерна особина која се састоји од позитивног става човека према процесу рада, љубави према послу, жеље да се вредно ради.
Антоним - лењост. Појам је сличан по значењу: марљивости истрајности, вредноће.

## У општеприхваћеном смислу
У општеприхваћеном схватању, трудољубље је спремност да се уложи време, снага и енергија за производњу друштвено корисног производа. Способност да се бавите радом и радите са задовољством, дуго времена (у разумним границама, наравно), а да понекад чак и не будете ометани потребама.
Трудољубље  се сматра врлином и са себичне и са етичке тачке гледишта. Са егоистичке тачке гледишта, она се сматра гаранцијом успеха у животу, а са етичке тачке гледишта, морално неопходним доприносом добробити друштва.
Са егоистичне тачке гледишта, напоран рад није квалитет, већ однос према ситуацији у којој је човек једноставно добро мотивисан за рад.
Сматра се да је за култивисање вредног рада неопходно да човек сагледа и разуме смисао и резултате свог рада.

## У хришћанском схватању
У хришћанском схватању, трудољубље се проповеда као хришћанска врлина, жеља да се ради без лењости, на славу Божију, а на корист људи, нације или земље.
Ко је немаран у свом послу, брат је расипника. - Пров. 18:10
Са становишта хришћанства, напоран рад је саставни део живота хришћанина, који искорењује лењост, која рађа друге пороке и штетна дела. Хришћанину је неопходан и напоран рад у помагању, не само себи, већ и другим људима, јер је једна од главних заповести „Љуби ближњега свога као самога себе“; Дакле, хришћанство од верника захтева пожртвован живот, односно напоран рад као алтруистичку врлину.
Воли посао: он ће те, заједно са постом, молитвом и бдењем, ослободити сваке скверности. Телесни труд доноси чистоту срцу; чистота срца је разлог што душа доноси плод. — Преподобни Антоније Велики 82, 31
Ко воли Господа Исуса Христа, одаје се подвижничким трудовима, непрестано одгоне лењост. — Ава Таласије
Хришћански концепт марљивости наглашава добровољну природу рада; невољни рад, одбојност према раду и нерад – све то захтева исправљање и усавршавање кроз молитву и самопрегор.

## У психологији
У оквиру психосоцијалног концепта Ериксона Ерика Хомбургера, издваја се специфично доба - 6-12 година. Ово доба се сматра критичном тачком у формирању трудољубивости као основног квалитета личности.
Управо правилно конструисани напори родитеља и наставника у логици партнерске интеракције са дететом доводе до позитивног разрешења кризе психосоцијалног развоја, услед чега се формира трудољубивост као основна особина личности. Према Е. Ериксону, допринос ове фазе личном идентитету може се изразити речима „Ја сам оно што могу да научим да радим“. Метафора се садржајно врло јасно укршта са појмом уложеног рада.

## Тежак рад против радохолизма
Трудољубивост, поред жеље за радом, подразумева и радну способност, укључујући и способност организовања својих радних активности и, као резултат, постизање константно високе продуктивности и ефикасности обављеног посла. Напротив, радохоличару је, по правилу, свеједно колико је његов рад ефикасан – за радохоличара је важно да посла има што више. Такође, за истински вредну особу посао је увек пожељан, али није једини главни аспект живота. За радохоличара, рад је једина вредност у животу.